# Kehra
Kehra est une petite ville d'Estonie, chef-lieu administratif de la commune d'Anija, située dans le comté de Harju.

## Géographie
La ville est située au nord du pays, à 39 km à l'est de Tallinn. Elle est traversée par la Jägala qui se jette dans le golfe de Finlande.

## Histoire
Appelée autrefois Kedder en allemand, la localité est mentionnée pour la première fois, dans le Liber Census Daniæ en 1241, car la contrée appartenait au Danemark. C’est en 1620-1630 qu’est construit le manoir de Kedder dans le domaine seigneurial. Il a été reconstruit, toujours en bois, par le baron Friedrich August von Maydell en 1820, en style néoclassique. Kedder était alors un village tourné autour de l’exploitation agricole du domaine seigneurial. Dépendant du gouvernement d'Estonie au sein de l'Empire russe, il appartenait à la paroisse de Sankt-Johannis (Harju-Jaani) et au district d'Harrien. Le domaine devient ensuite la propriété de l'Union agraire estonienne (Eestimaa Põllumajanduse Selts).
Kedder est reliée au chemin de fer en 1876, ce qui provoque son essor économique. 
Le 4 janvier 1919, la bataille de Kehra se déroule près de la ville au cours de la guerre d'indépendance.
Une usine de papier ouvre en 1938 et les soviétiques installent différentes usines collectives dans les années 1950-1960.
Après l'indépendance de l'Estonie en 1991, Kehra obtient son statut de bourg puis celui de ville en 1993. Le 2 décembre 2002, elle est intégrée au sein de la commune d'Anija dont elle devient le chef-lieu administratif.

## Démographie
La population, en baisse constante depuis les années 1990, s'élevait à 3 060 habitants en 2009, à 2 909 habitants en 2011 et à 2 625 habitants en 2020.

## Transport

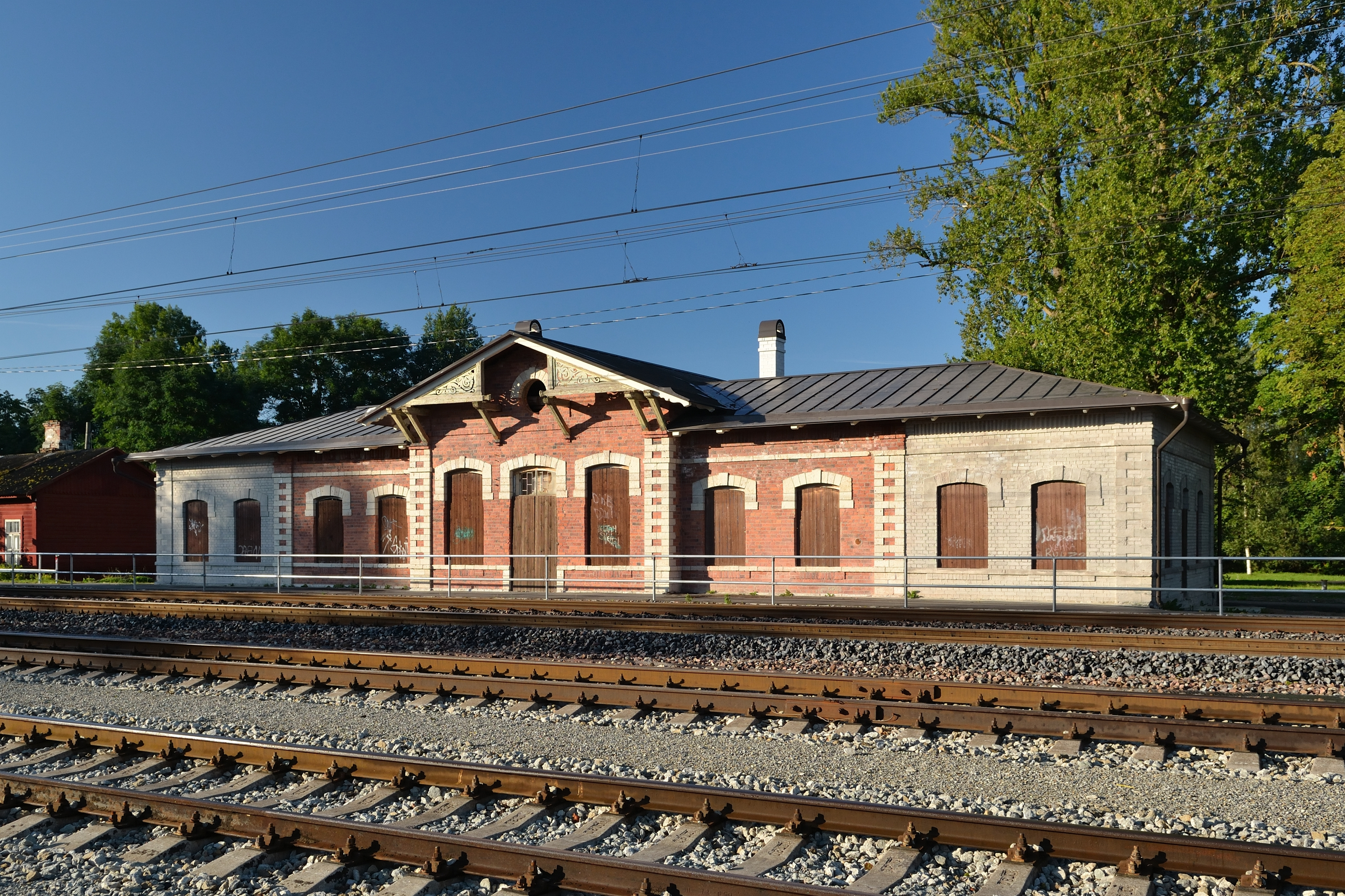
Vue de la petite gare de Kehra.

La ville est desservie par le chemin de fer et se trouve sur la ligne Tallinn-Narva.

## Économie
La ville possède un combinat industriel de cellulose et de papier.